# بالفي دولينيني
بالفي دولينيني هي أعلى نقطة في غويانا الفرنسية، أحد أقاليم ما وراء البحار الفرنسية بارتفاع يصل إلى 851 متر (2792 قدم).